# Lago di Zoccolo
Il lago Zoccolo (Zoggler Stausee in tedesco) è un bacino artificiale che si trova poco a monte del paese di Santa Valburga, in val d'Ultimo, in Alto Adige.

## Descrizione
È il più grande lago artificiale della val d'Ultimo.
Nei pressi del lago si trova anche una strada che porta agli impianti sciistici di Schwemmalm. Inoltre, si diramano altri sentieri per il lago Quaira (Arzkarsee) e per i laghi del Covolo (Kofler Seen).
A monte del lago, dove il torrente Valsura si getta nel bacino, sorge un centro abitato: Pracupola (Kuppelwies).

### Attività ittica
Nel lago si trovano diverse specie di pesci, tra cui la trota iridea, il salmerino di fontana, la trota fario, il salmerino alpino e la trota marmorata. Di queste ultime oramai non se ne trovano più in abbondanza, in quanto il lago è stato prosciugato nel 1988. È possibile effettuare la pesca solamente dopo aver acquistato, anche sul posto, il permesso giornaliero.

### Immersioni
Questo bacino è spesso utilizzato dalle scuole subacquee dell'Alto Adige per corsi e giornate dedicate alle immersioni.

### Centrale idroelettrica
La centrale idroelettrica affiliata al lago fu costruita tra il 1957 e il 1963, come molte delle dighe in Alto Adige.
La val d'Ultimo in particolare è stata oggetto di un'enorme opera per la realizzazione di diversi bacini imbiferi.
Per la costruzione del lago, scomparvero sotto le acque alcuni masi.
La diga ha una portata di 7,60 m³/s, e presenta un salto di 730 metri, fornendo una potenza nominale in media di 15519,83 kW.

## La corsa dei masi
Dal 2004 ogni anno si effettua la "corsa dei masi" (Ultner Höfelauf) attorno alle sponde del lago.